# Municipio de Montezuma (Kansas)
El municipio de Montezuma (en inglés: Montezuma Township) es un municipio ubicado en el condado de Gray en el estado estadounidense de Kansas. En el año 2010 tenía una población de 1532 habitantes y una densidad poblacional de 2,98 personas por km².

## Geografía
El municipio de Montezuma se encuentra ubicado en las coordenadas 37°35′54″N 100°24′53″O / 37.59833, -100.41472. Según la Oficina del Censo de los Estados Unidos, el municipio tiene una superficie total de 514.48 km², de la cual 514,13 km² corresponden a tierra firme y (0,07 %) 0,35 km² es agua.

## Demografía
Según el censo de 2010, había 1532 personas residiendo en el municipio de Montezuma. La densidad de población era de 2,98 hab./km². De los 1532 habitantes, el municipio de Montezuma estaba compuesto por el 95,04 % blancos, el 0,33 % eran afroamericanos, el 0,65 % eran amerindios, el 0,07 % eran asiáticos, el 2,81 % eran de otras razas y el 1,11 % eran de una mezcla de razas. Del total de la población el 9,46 % eran hispanos o latinos de cualquier raza.